# Bartramidula le-testui
Bartramidula le-testui är en bladmossart som beskrevs av Potier de la Varde 1934. Bartramidula le-testui ingår i släktet Bartramidula och familjen Bartramiaceae. Inga underarter finns listade i Catalogue of Life.